# Sahyadrisolfågel
Sahyadrisolfågel (Aethopyga vigorsii) är en asiatisk fågel i familjen solfåglar. Den förekommer enbart förekommer i västra Indien. Arten är nära släkt med karmosinsolfågeln (A. siparaja) och behandlades tidigare som underart till denna. IUCN kategoriserar den som livskraftig.

## Utseende
Sahyadrisolfågeln är en 10 cm lång solfågel (hanen 15 cm inklusive stjärten) med relativt kraftig, nedåtböjd näbb. Den är lik karmosinsolfågeln som den tidigare behandlades som en del av, men är större och kraftigare och har längre näbb.
Hanen är karmosinröd på huvud, rygg och främre delen av undersidan, från hakan till övre delen av bröstet gulstreckad. Hjässan, övre stjärttäckarna och stjärten är grönglänsande, den senare med något förlängda centrala stjärtpennor. Det karmosinröda bröstet är avgränsat i nederkant av ett smalt brungrått band, medan resten av undersidan är grå. I ansiktet syns ett purpurglänsande strupsidestreck och en likfärgad fläck på kinden.
Honan är huvudsakligen olivgrön ovan, mot övre stjärttäckare och övergump mer gulaktig. Den rundade stjärten är svartaktig med ljusa spetsar och undersidan är grå.

## Utbredning och systematik
Sahyadrisolfågeln återfinns i västra Indien (Västra Ghats från Narbadafloden till Kerala). Tidigare betraktades den som en underart till karmosinsolfågel (A. siparaja). Den behandlas som monotypisk, det vill säga att den inte delas in i några underarter.

## Status och hot
Arten har ett stort utbredningsområde och en stor population med stabil utveckling och tros inte vara utsatt för något substantiellt hot. Utifrån dessa kriterier kategoriserar internationella naturvårdsunionen IUCN arten som livskraftig (LC).

## Namn
Fågelns vetenskapliga artnamn hedrar den irländske Nicholas Aylward Vigors (1785-1840), irländsk parlamentsledamot, zoolog och redaktör för Zoological Journal 1827-1834. Tidigare kallades den vigorssolfågel även på svenska, men tilldelades 2023 ett mer informativt namn av BirdLife Sveriges taxonomikommitté. Sahyadri är alternativt namn på bergskedjan Västra Ghats, framför allt dess norra delar. 